# Валошек, Франтишек
Франти́шек Вало́шек (чеш. František Valošek; 12 июля 1937, Фридек-Мистек — 31 июля 2023, Острава) — чехословацкий футболист, играл на позиции нападающего. Серебряный призёр Олимпийских игр 1964 года.

## Биография

### Игровая карьера
Валошек начинал карьеру в оломуцкой «Дукле», в которой играл два сезона играл за остравский «Баник», сыграв за эту команду 7 сезонов, за которые сыграл 150 матчей и забил 54 года. В 1966 году он перешёл в «Остраву-Юг», в которой отыграл 10 сезонов и закончил карьеру по окончании в возрасте 40 лет.
В составе сборной Чехословакии принимал участие на Олимпийских играх 1964 года, где завоевал серебряные медали.

### Тренерская карьера
Тренировал молодёжную команду «Баника» в течение 15 лет.

### Смерть
Скончался 31 июля 2023 года в Остраве в возрасте 86 лет.

## Достижения
Чехословакия
- Серебряный призёр Олимпийских игр (1): 1964